# Tádžgandž

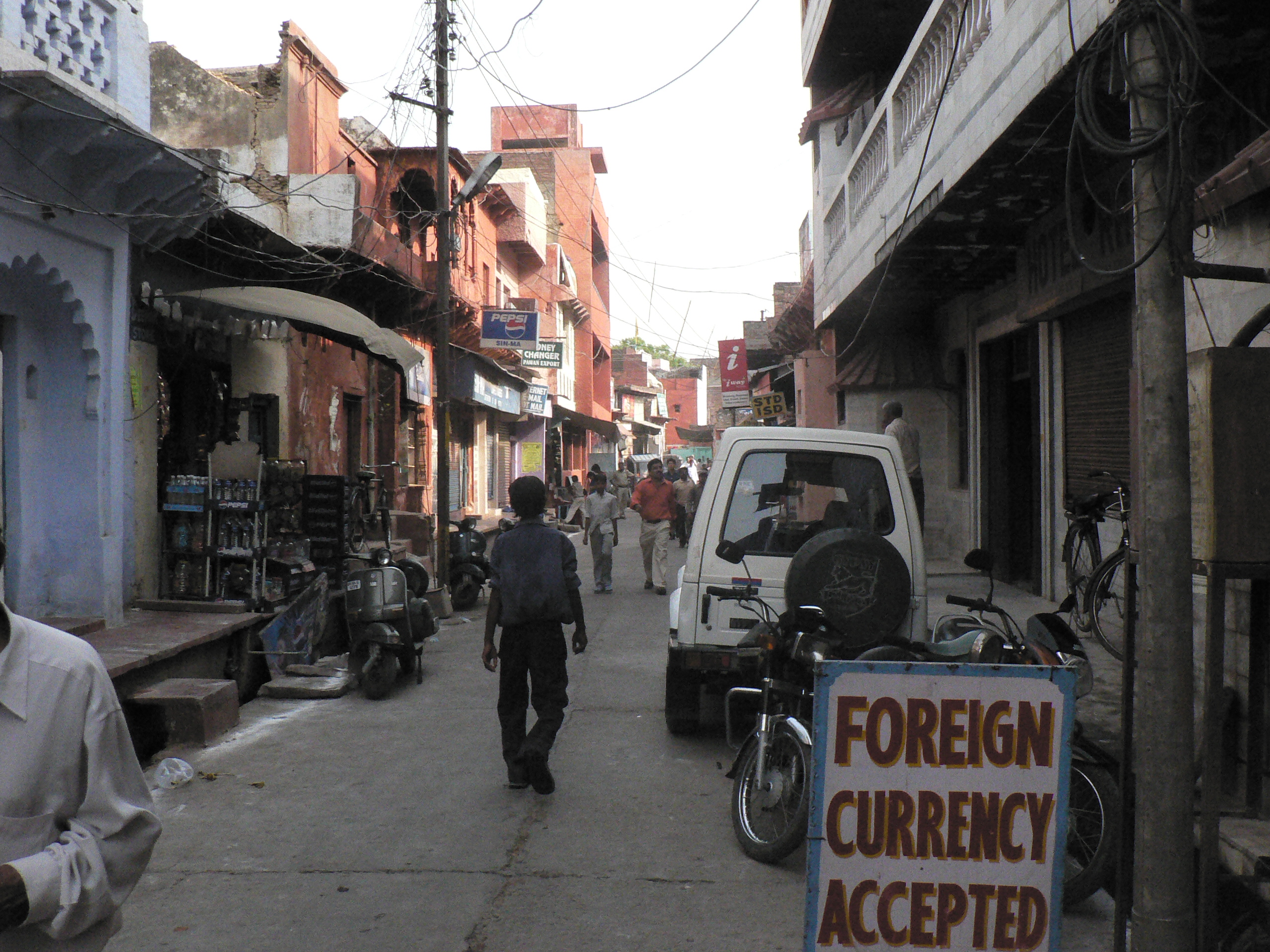
Ulice v Tádžgandži

Tádžgandž (anglicky Taj Ganj) je jedna z částí města Ágra v indickém státě Uttarpradéš. Známá je především díky komplexu Tádž Mahal, který se nachází na jejím severním okraji a na břehu řeky Jamuny. Samotný Tádžgandž se nachází na jihovýchodním okraji Ágry, od města je oddělen řadou parků, hotelů a dalších objektů. 
Souvislá zástavba Tádžgandže, která se nachází jižně od turisticky atraktivních lokalit, začíná přímo u jižní brány Tádž Mahálu a její rozloha činí 1,5×1,7 km. Z jižní strany ji vymezuje silnice SH62. Jedná se o tradiční indickou zástavbu s úzkými uličkami a četnými nízkopatrovými domy. Nachází se zde na čtyřicet slumů, v nichž žije zhruba polovina obyvatel čtvrti. Značný problém je zásobování vodou; ačkoli zde mají na 90 studen, některé části Tádžgandže musí vodu dovážet. Kromě toho jsou zde ukryté různé starší stavby, řada z nich má historický význam a turistický potenciál.

## Historie
Samotný Tádžgandž začal vznikat nejspíše ještě v době před vznikem památníku Tádž Mahál. Za vlády císaře Šahdžahána byl nejspíše propojen se zbytkem Ágry. Původní osadu doplnili především dělníci, kteří na monumentální stavbě z bílého mramoru pracovali a potřebovali bydlet blízko jejímu staveništi. Sídlo se vyvinulo z původních čtyř čtvrtí – kater – které byly zbudovány jižně od Jižní brány Tádž Mahálu. Tyto katry měly uprostřed volné prostranství, které sloužilo jako otevřené tržiště. Později bylo zastavěno, nicméně v uliční síti Tádžgandže je rozdělení stále patrné.
Vzhledem ke své odlehlosti od hlavních dopravních tahů byla Tádžgandž vždy stranou hlavních modernizačních trendů, a tak se zde zachovala původní zástavba nechaná svému osudu. Moderní silnice byly zbudovány okolo tohoto sídla; původní silnice vedly severojižním a západovýchodním směrem přímo skrz starou Tádžgandž. 
Až do 40. let 20. století patřila k bohatším částem města, po vyhlášení nezávislosti Indie se odsud mnoho lidí odstěhovalo a docházelo k postupnému zhoršování podmínek. Na počátku 21. století usilovalo město Ágra o zlepšení podmínek pro život v této lokalitě a její přestavbu tak, aby byly odstraněny slumy a naplněn její turistický potenciál. Bylo rozhodnuto o regulaci nové výstavby v oblastech, které přiléhají k Tádž Mahálu a zakázáno znečišťování ovzduší, neboť zplodiny mají na památník škodlivý dopad.

## Ekonomika
Značný význam pro lokalitu má turistika. V severní části Tádžgandže existují četná ubytovací zařízení a hotely, které slouží pro turisty, navštěvující Tádž Mahál. 
Historicky se na hlavních třídách nacházely početné obchody a v centru Tádžgandže stálo otevřené tržiště, resp. bazar. 